# Volksentscheid gegen den Young-Plan
Der Volksentscheid gegen den Young-Plan war ein Versuch zur Volksgesetzgebung in der Weimarer Republik. Er wurde durch das 1929 von rechten Parteien und Organisationen gestartete Volksbegehren „gegen die Versklavung des Deutschen Volkes (Freiheitsgesetz)“ ausgelöst, mit dem diese die Einigung der Regierung Müller mit den ehemaligen Gegnern des Deutschen Reiches im Ersten Weltkrieg über die Höhe und Bedingungen der Reparationszahlungen im Young-Plan rückgängig machen wollten. Zur Entscheidung gestellt wurde das sogenannte Freiheitsgesetz, das auf eine Gesamtrevision des Versailler Vertrages hinauslief und den Mitgliedern der Reichsregierung Landesverrat unterstellte.
Während des Volksbegehrens hatten die Wahlberechtigten vom 16. bis zum 29. Oktober 1929 Zeit, sich in Listen einzutragen und damit ihre Unterstützung für den Entwurf des Freiheitsgesetzes zu bekunden. Mit etwas über 10 % der Wahlberechtigten wurde das Quorum knapp erfüllt und das Volksbegehren hatte Erfolg. Der Deutsche Reichstag debattierte am 29. und 30. November über den Entwurf und lehnte ihn mit der Mehrheit der Abgeordneten ab. Daraufhin beantragten die Initiatoren die Einleitung eines Volksentscheids. Dieser fand am 22. Dezember 1929 statt. Wegen Verfassungswidrigkeit bedurfte der Entscheid einer Zustimmung einer absoluten Mehrheit aller Stimmberechtigten, statt nur der abgegebenen Stimmen. Dies scheiterte an der geringen Beteiligung von nur knapp 15 % der Stimmberechtigten, wiewohl 94,5 % der abgegebenen Stimmen die Initiative unterstützten.
Volksbegehren und Volksentscheid waren gleichwohl von Bedeutung für die politische Entwicklung der folgenden Jahre. Der von der politischen Rechten geführte Propagandafeldzug war eine der größten Kampagnen dieser Art während der Weimarer Republik. Das Regierungslager reagierte seinerseits mit einer beträchtlichen Gegenpropaganda. Zum ersten Mal agierte die traditionelle Rechte wie die DNVP gemeinsam mit der NSDAP. Umstritten ist in der Forschung die Bedeutung, die sie für den Aufstieg der Partei Adolf Hitlers hatte.

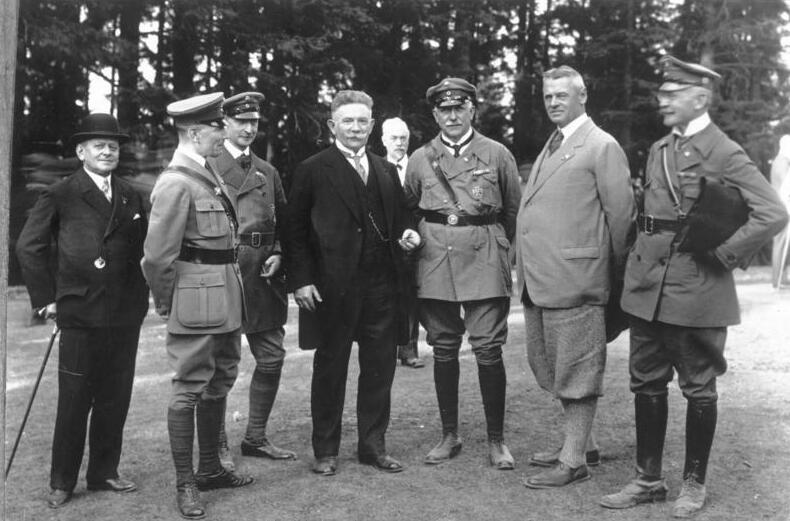
Teilnehmer einer Kundgebung für das Volksbegehren am 1. September 1929 am Hermannsdenkmal. In der Mitte Alfred Hugenberg (im Gehrock).

## Young-Plan

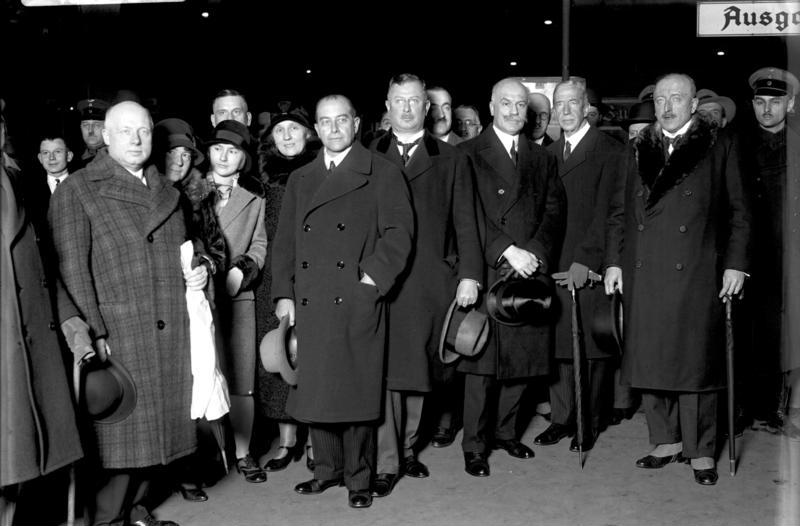
Die deutsche Delegation bei der zweiten Haager Konferenz: Reichsfinanzminister Paul Moldenhauer, Reichsaußenminister Julius Curtius, Minister für das besetzte Gebiet Joseph Wirth, ganz rechts Staatssekretär im Außenministerium Carl von Schubert

Zu den Problemen, die die Weimarer Republik innenpolitisch am stärksten belasteten, gehörten die Reparationszahlungen, die das Deutsche Reich als Folge seiner Niederlage im Ersten Weltkrieg zu leisten hatte. Der Versailler Vertrag verpflichtete Deutschland in den Artikeln 231 ff. zu Reparationen. Über die Höhe dieser Zahlungen, die erstmals 1921 im Londoner Zahlungsplan auf 132 Milliarden Goldmark festgelegt worden war, gab es immer wieder außenpolitischen Streit zwischen Deutschland und den Siegermächten. Als Deutschland 1923 seinen Zahlungsverpflichtungen nicht nachkam, besetzten französische und belgische Truppen das Ruhrgebiet, was in hohem Maß zur Hyperinflation beitrug. Internationale Sachverständigenkommissionen untersuchten 1924 die deutsche Wirtschaftskraft und erarbeiteten Vorschläge für die Zahlung der Reparationen. Ergebnisse waren der Dawes-Plan und das Londoner Abkommen von 1924, das erstmals zu regelmäßigen deutschen Zahlungen führte. Zur, wie man meinte, endgültigen Klärung der Reparationsfrage wurde von Februar bis Juni 1929 in Paris von einer weiteren internationalen Expertenkommission der Young-Plan entworfen (benannt nach Owen D. Young). International beschlossen wurde er auf zwei Konferenzen auf Regierungsebene im August 1929 und Januar 1930 in Den Haag. Die Höhe der deutschen Reparationsschuld wurde auf umgerechnet 36 Milliarden Reichsmark gesenkt. Die jährlichen Zahlungen waren geringer als im Dawes-Plan, allerdings sollten sie bis 1988 laufen. Vorteilhaft für Deutschland war, dass die Reparationskommission und alle internationalen wirtschaftlichen Kontrollen wegfielen, wodurch das Land ein großes Stück seiner Souveränität zurückbekam. Außerdem sollte bei Annahme des Planes das von alliierten Truppen seit 1920 besetzte Rheinland vorzeitig geräumt werden. Ebendiese Vorteile stellte das Regierungslager auch bei der Auseinandersetzung mit seinen Gegnern heraus. Besonders betont wurden die niedrigeren Annuitäten und damit die Entlastung des Reichshaushaltes. Der Young-Plan gilt als der letzte Erfolg der Verständigungspolitik von Außenminister Gustav Stresemann (DVP), der noch vor seiner endgültigen Verabschiedung am 3. Oktober 1929 starb.

## Innenpolitische Auseinandersetzung

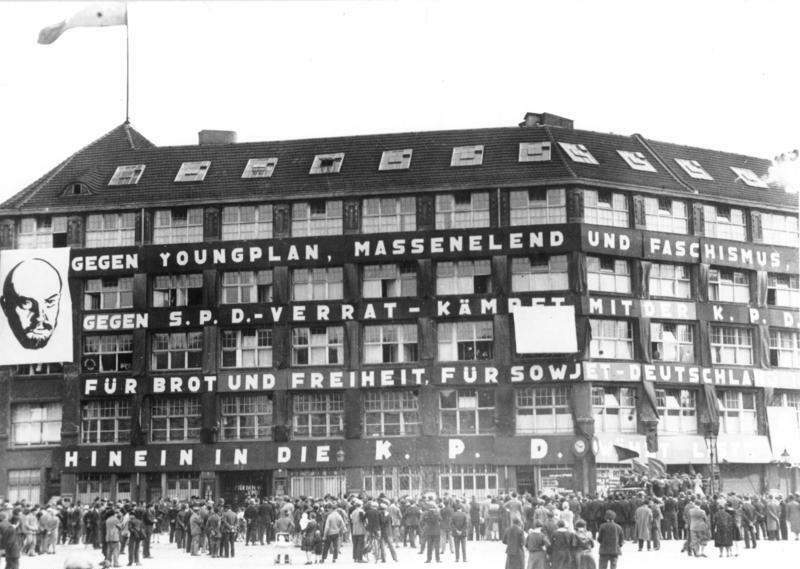
Das Karl-Liebknecht-Haus der KPD am Tag der Reichstagswahl 1930 mit Parolen gegen den Young-Plan

Im Sommer 1929 begann in Deutschland die innenpolitische Auseinandersetzung mit dem Young-Plan. Ein großer Teil der Öffentlichkeit war entsetzt über die lange Laufzeit und die Gesamthöhe der Zahlungen, zu denen sich Deutschland verpflichtet hatte: Die Summe aller jährlichen Zahlungen nach dem Young-Plan addierte sich auf 115 Milliarden Reichsmark – angesichts der Tatsache, dass die gesamten Reichseinnahmen sich im Haushaltsjahr 1929/30 auf 7,73 Milliarden Reichsmark beliefen, erschien diese Zahl sehr hoch. Daran konnte die Rechte propagandistisch anknüpfen. Sie beschwor das Bild herauf, nach dem der Enkel bei seiner Geburt bis zum Hals verschuldet wäre. Der Kampf gegen den Young-Plan bot sich als Kristallisationspunkt der in sich uneinigen Rechten an, um damit das verhasste System der „Novemberverbrecher“ treffen zu können.
In der Öffentlichkeit traten vor allem Vertreter der Landwirtschaft und der Schwerindustrie gegen die Pläne auf. Der Reichsausschuss der Deutschen Landwirtschaft bezeichnete den Plan als wirtschaftlich unannehmbar. Der Langnamverein verabschiedete eine Resolution mit der Behauptung, der Young-Plan bürde der deutschen Wirtschaft „untragbare Lasten“ auf. Allerdings war die ablehnende Haltung der Industrie keineswegs einhellig. Es war vor allem die Schwerindustrie, die sich gegen den Young-Plan wandte, in der Wirtschaft insgesamt dominierte eher die Zustimmung, da mit dem Plan eine finanzielle Entlastung verbunden war. Selbst im Langnamverein konnte sich die radikale Ablehnungsposition nicht durchsetzen. Deren Vertreter bei den Vorbereitungen des Volksbegehrens wurde abberufen.
Alfred Hugenberg, Industrieller und Vorsitzender der DNVP, hatte die Partei nach den Verlusten bei der Reichstagswahl von 1928 auf einen radikalen Kurs gegen die Weimarer Republik geführt. Bereits im Januar 1929 zielte Hugenberg auf eine Sammlung der politischen Rechten ab. Dazu schien ihm der Kampf gegen den Young-Plan ein geeignetes Instrument. Gleichzeitig führte er einen innerparteilichen Konflikt, um die deutschnationale Reichstagsfraktion unter Kuno von Westarp seiner Kontrolle zu unterwerfen. Hugenberg vereinte in seiner Hand eine große Zahl von Zeitungen und Nachrichtendiensten, darunter die Publikationen des Scherl-Verlages, und Deutschlands bedeutendstes Filmunternehmen, die UFA. Damit hatte er starken Einfluss auf die öffentliche Meinungsbildung.

## Reichsausschuss für das deutsche Volksbegehren

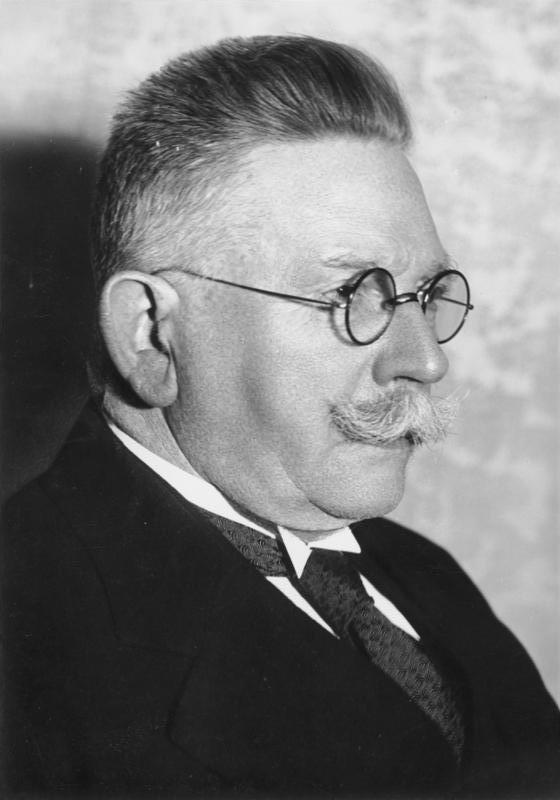
Alfred Hugenberg war die treibende Kraft für das Bündnis der Rechten gegen den Young-Plan

Hugenberg, ehemaliger Vorsitzender des Direktoriums der Friedrich Krupp AG, stellte im Juni 1929 einen „Reichsausschuß für das deutsche Volksbegehren gegen den Young-Plan und die Kriegsschuldlüge“ zusammen. An der ersten Sitzung nahmen teil: Heinrich Claß vom Alldeutschen Verband, Franz Seldte und Theodor Duesterberg vom Stahlhelm, Rüdiger von der Goltz von den Vereinigten Vaterländischen Verbänden, Martin Schiele (DNVP) und Karl Hepp (DVP) für den Reichslandbund und dank der Einladung Hugenbergs auch Adolf Hitler (NSDAP). Dem Reichsausschuss gehörten außerdem Fritz Thyssen vom Reichsverband der Deutschen Industrie und Albert Vögler an. Letzterer hatte an den Expertenberatungen in Paris teilgenommen, war aber aus Protest zurückgetreten.
Bei dieser ersten Sitzung wurde ein Arbeitsausschuss (Präsidium) aus 16 Personen gewählt, unter ihnen auch Adolf Hitler. Neben den genannten führenden Vertretern der Organisationen gehörten dem Präsidium weitere Personen an. Von der DNVP waren dies etwa Annagrete Lehmann als Führerin der Frauenverbände, Friedrich von Winterfeld, Fraktionsvorsitzender im Preußischen Landtag, sowie Paul Rüffer vom Deutschnationalen Arbeiterbund. Von der NSDAP gehörte auch Gregor Strasser dem Präsidium an. Es wurden verschiedene Ausschüsse gebildet, die bestimmte Teilbereiche, wie etwa die Propaganda, organisieren sollten. Wichtiger war jedoch ein geschäftsführender Vorstand (engeres Präsidium) aus sechs Personen. Den eigentlichen Ton gaben allerdings die beiden Vorsitzenden des geschäftsführenden Vorstandes Seldte und Hugenberg an. Finanziert wurde der Ausschuss vor allem von der Wirtschaft. Der Reichsausschuss teilte diese Gelder unter den beteiligten Parteien und Organisationen auf. Eine teilweise behauptete Bevorzugung der NSDAP lässt sich dabei empirisch nicht nachweisen.
Das Ziel war nicht nur die Verhinderung des Young-Plans, sondern man zielte von vornherein auf den Sturz der sozialdemokratisch geführten Regierung Müller und Neuwahlen ab. Das Vorgehen traf auch im eher konservativen Lager nicht auf ungeteilte Zustimmung. Paul Reusch, einer der führenden Köpfe der Ruhrlade, nannte das Volksbegehren eine „große Dummheit“, weil er wie große Teile der Industrie zwar den Young-Plan ablehnte, aber darüber hinaus zu diesem Zeitpunkt kein Interesse an Neuwahlen oder einer politischen Krise hatte. Gleichwohl unterstützte er selbst wie auch andere Vertreter der Ruhrindustrie weiterhin den Stahlhelm.

## Reichsausschuss und NSDAP
Seit dem Hitlerputsch war die Verbindung der DNVP zu den Nationalsozialisten abgerissen. Hugenberg stellte sie wieder her, indem er auch die NSDAP in den Reichsausschuss einband. Obwohl diese als grundsätzlicher Gegner der Demokratie gegen eine Volksgesetzgebung war, beteiligte sich Hitler, weil er sich politische Vorteile davon versprach. Für Hitler war die Beteiligung am Reichsausschuss ein großer Erfolg. Er galt bis dahin als bayerische Bierkellergröße, der einer vergleichsweise unbedeutenden Partei mit zwölf Mandaten im Reichstag vorstand, deren Mitglieder als Rabauken galten. Jetzt saß er mit anerkannten Führern der bürgerlichen Rechten zusammen und spielte eine gewisse Rolle auf Reichsebene.
In den eigenen Reihen, insbesondere in den Kreisen um Gregor und Otto Strasser, war das Zusammengehen mit der konservativen Rechten nicht unumstritten. Joseph Goebbels notierte in sein Tagebuch: „Unter dem Aufruf stehen Namen! Ach du lieber Gott! Da kann man bei Hitler nur sagen: Es tut mir in der Seele weh, dass ich Dich in der Gesellschaft seh.“ Er sah die Zusammenarbeit als kompromittierend an. Auch Hitler hatte Vorbehalte. Lediglich einmal traten er und Hugenberg gemeinsam öffentlich auf. Goebbels notierte: „In München sprachen Hitler und Hugenberg zusammen. Brrr!“ Die Zusammenarbeit war, wie Otmar Jung darlegt, von Hitlers Seite nicht auf Sympathie mit der konservativen Rechten gegründet, sondern rein taktisch bedingt.

## „Freiheitsgesetz“

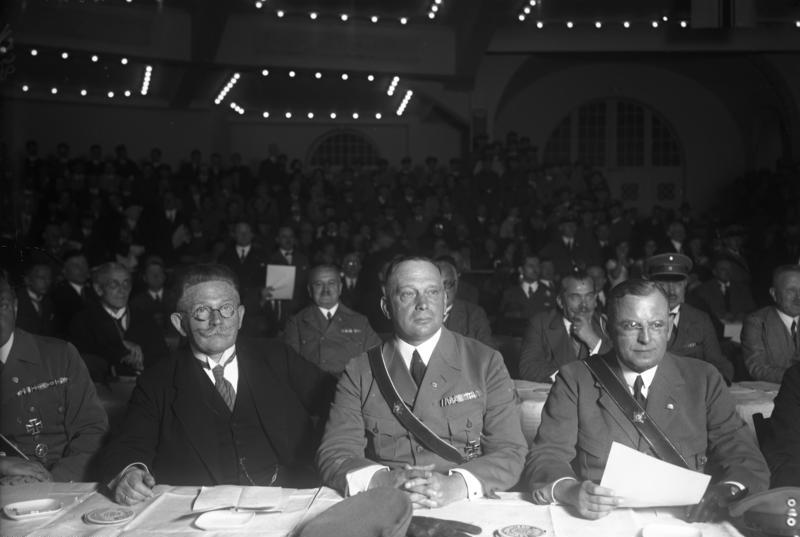
Hugenberg und die Stahlhelm-Führer Franz von Stephani und Franz Seldte bei einer Kundgebung für das Volksbegehren im Berliner Sportpalast

Die politische Rechte bediente sich mit dem Instrument des Volksbegehrens und des anschließenden Volksentscheides der besonders fortschrittlichen plebiszitären Elemente der Reichsverfassung. Nach deren Artikel 73 war ein Volksbegehren erfolgreich, wenn wenigstens 10 % der Stimmberechtigten zustimmten. Volksbegehren auf Reichsebene hatte es zuvor erst zweimal gegeben, beide Male auf Initiative der KPD: 1926 hatte sie die Fürstenenteignung durchsetzen wollen, 1928 war es ihr darum gegangen, den Bau des Panzerkreuzers A zu verhindern. Beide Male war das angestrebte Ziel nicht erreicht worden. Das Verhältnis der Initiatoren zur Volksgesetzgebung war dabei rein instrumental. Dies machte Franz Seldte in einer Rede am 26. Oktober deutlich: „Das Volksbegehren ist nur ein Mittel des Kampfes. Wir sind bereit und entschlossen, diesen Kampf gleichgültig ob wir 3 Millionen oder 6 Millionen bekommen, mit neuen Waffen weiter zu führen.“
Am 28. September 1929 reichte der Reichsausschuss beim Reichsinnenministerium einen Gesetzentwurf ein, der dem Volk zur Abstimmung vorgelegt werden sollte, falls der Reichstag ihn ablehnen sollte. An der Erarbeitung war neben dem rechten Flügel der DNVP um Hugenberg auch die NSDAP beteiligt. Reichsinnenminister Carl Severing (SPD) ließ den Antrag trotz Bedenken aus dem eigenen Haus zu, weil er annahm, dass eine Verweigerung nur der Rechten  in die Hände spielen würde und er von einem Scheitern des Volksbegehrens ausging. Der Entwurf hatte den Titel: „Gesetz gegen die Versklavung des deutschen Volkes.“ In der prägnanten Kurzform wurde es propagandistisch „Freiheitsgesetz“ genannt.
Der Entwurf gliederte sich in vier inhaltliche Paragraphen und ging über die Reparationsfragen im engeren Sinn hinaus.
- § 1 lehnte die Anerkennung der Kriegsschuld ab.
- § 2 forderte die Außerkraftsetzung des entsprechenden Artikels 231 im Vertrag von Versailles
- § 3 lehnte die Übernahme neuer Reparationsverpflichtungen ab.
- § 4 war besonders spektakulär. Dort hieß es: „Reichskanzler und Reichsminister und deren Bevollmächtigte, die entgegen der Vorschrift des § 3 Verträge mit auswärtigen Mächten zeichnen, unterliegen dem in § 92 Nr. 3 StGB vorgesehenen Strafen.“ Gemeint war hier Landesverrat, der mit nicht weniger als zwei Jahren Zuchthaus bestraft wurde.[21][22] Vor allem der letzte Paragraph ging auf Hitler zurück.[23][24]

Der letzte Paragraph war selbst im Reichsausschuss stark umstritten. Hugenberg und der Reichslandbund fanden diesen Passus peinlich und wollten auf ihn ganz verzichten. Aber die NSDAP machte ihre weitere Beteiligung von der Beibehaltung des Abschnitts abhängig. Es half auch nichts, dass Hugenberg eigens nach München zu Hitler fuhr, um mit ihm persönlich zu verhandeln. Hitler beharrte auf seinem Standpunkt und auf der Sitzung des Reichsausschusses am 21. September setzten sich die Befürworter des § 4 durch. Immerhin gelang eine gewisse Entschärfung. In einem ersten Entwurf hatte das Gesetz auch Reichspräsident Paul von Hindenburg bedroht. Während Joseph Goebbels und andere Nationalsozialisten nichts dagegen gehabt hätten, Hindenburg mit einzubeziehen, sahen die konservativen Mitglieder des Reichsausschusses dies anders. Immerhin war der Reichspräsident Ehrenmitglied des Stahlhelms. Daher wurde die Formulierung leicht geändert. Der Reichspräsident weigerte sich aber dennoch, die Ziele der Kampagne zu unterstützen. Er lehnte jede Verbindung mit der Initiative ab und verbat sich die Verwendung seiner Person in der Propaganda. Daraufhin richtete sich die Propaganda des Hugenbergkonzerns auch gegen das Staatsoberhaupt. Hindenburg wurde als senil bezeichnet und es wurde behauptet, er sei ein willenloses Werkzeug der Linken.

## Propaganda der Rechtsparteien

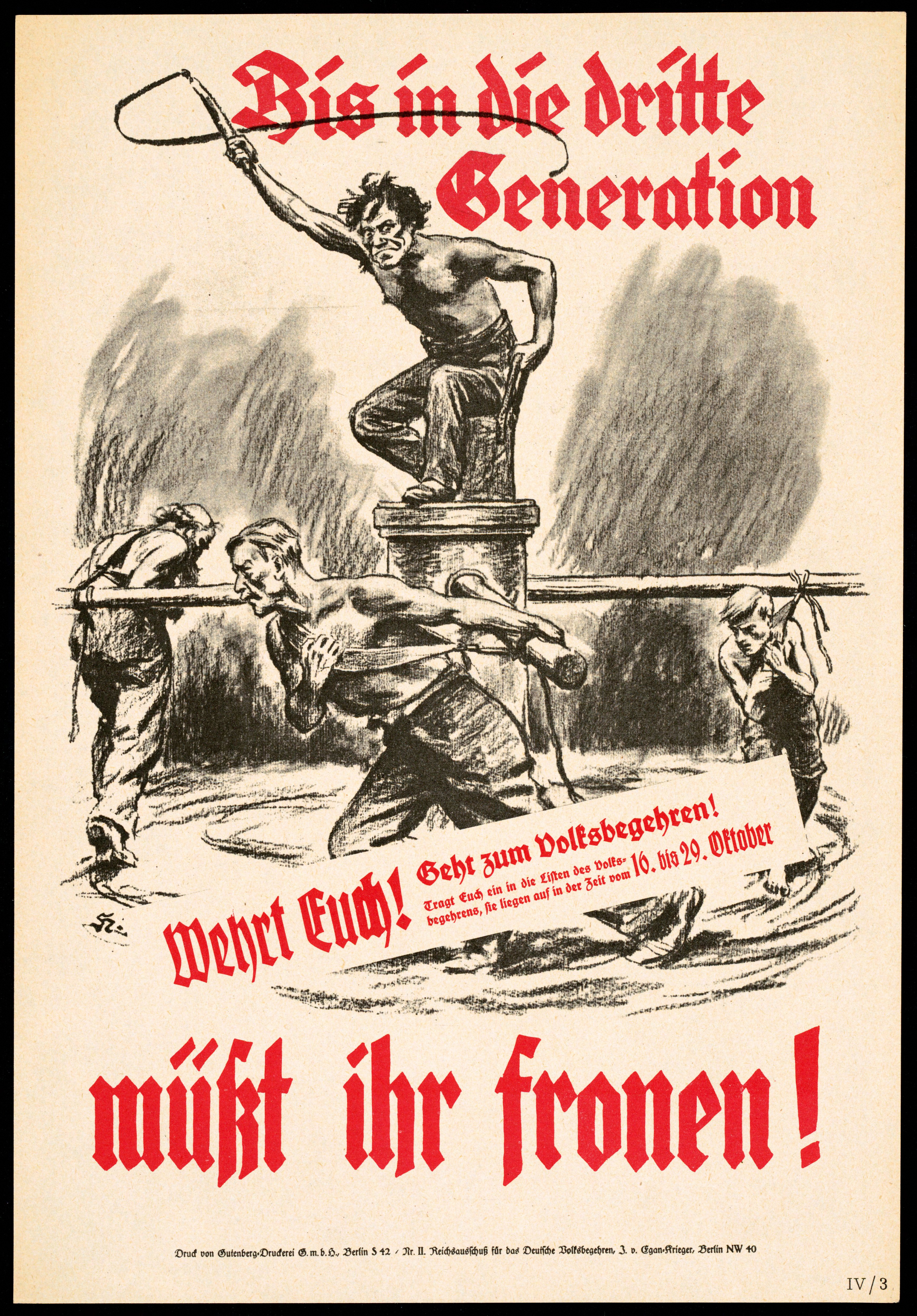
Plakat Bis in die dritte Generation müßt ihr fronen!

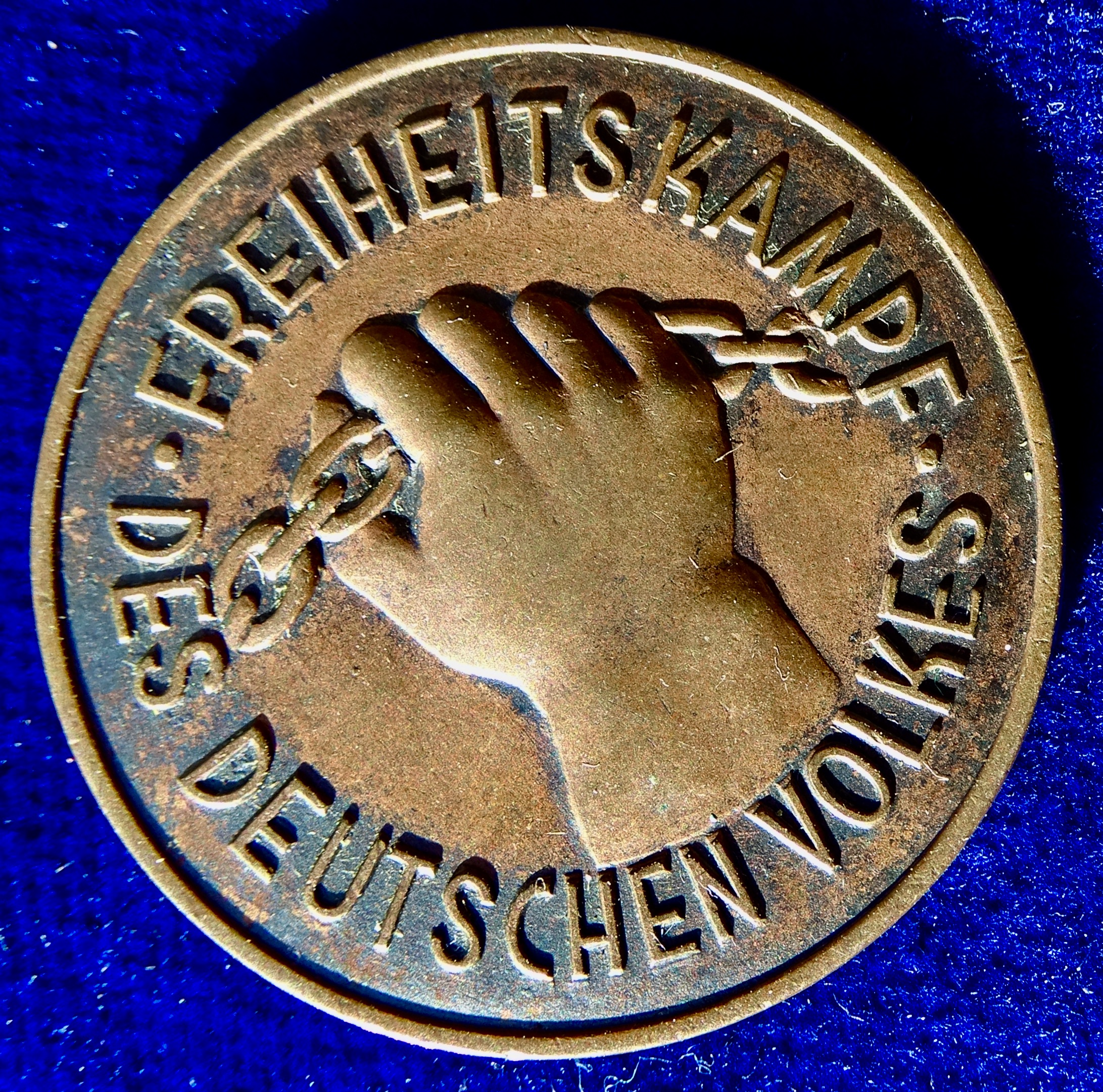
Propagandamedaille 1929 für das Referendum gegen den Young Plan, Vorderseite

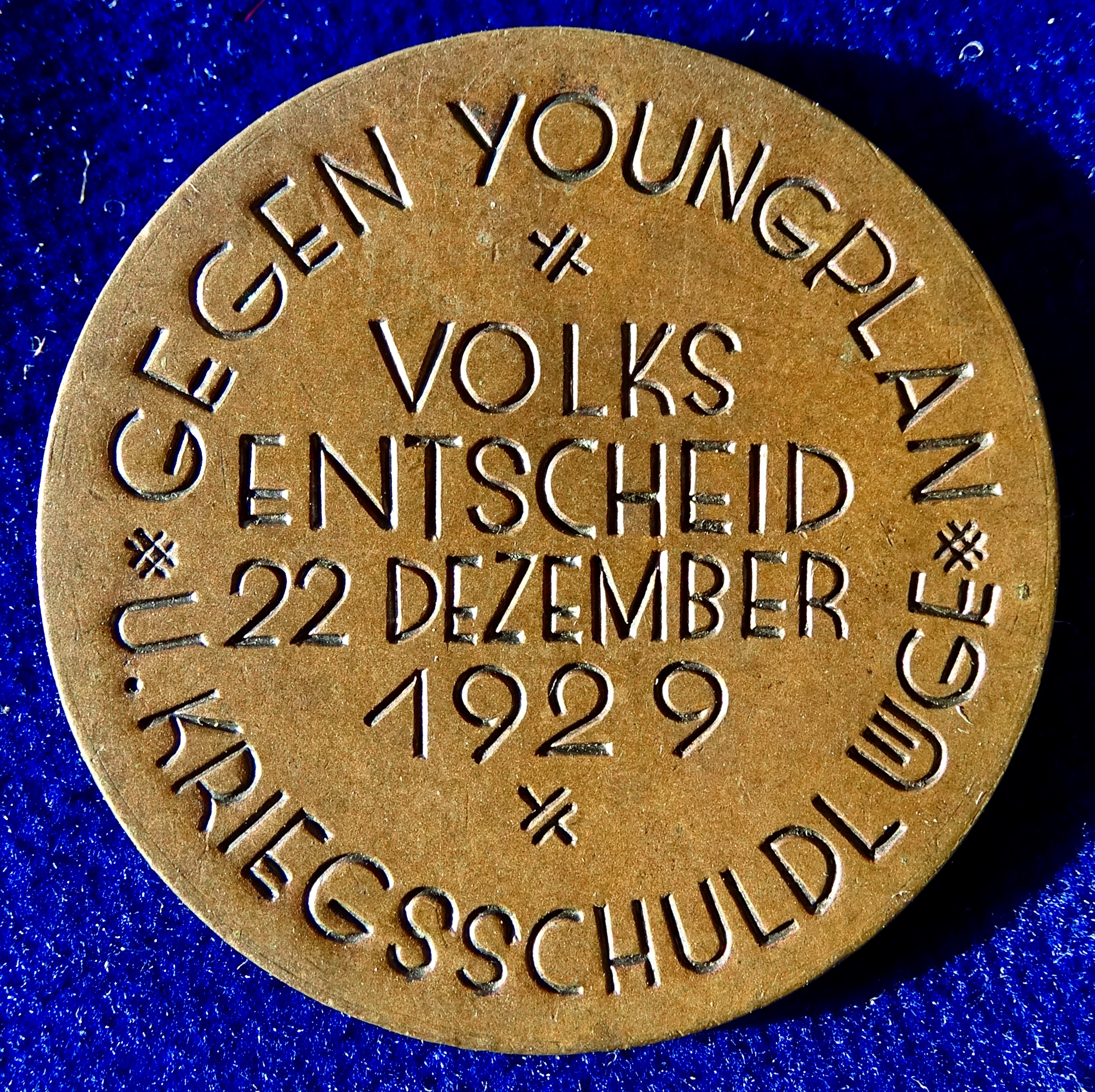
Propagandamedaille 1929 für das Referendum gegen den Young Plan, Rückseite

Die Rechtsparteien warben mit einer scharfen Propaganda für die Teilnahme am Volksbegehren. Wirkungsvoll war die Parole: „Bis zur dritten Generation müßt ihr fronen.“ Der Reichsausschuss gründete einen regelmäßigen Pressedienst und gab die Schriftenreihe „Fort mit den Pariser Tributen“ heraus. Sie stützten sich dabei neben den üblichen Werbemitteln wie Plakaten und Flugblättern vor allem auf die Presse des Hugenberg-Konzerns. Relativ neu war der Einsatz von Werbefilmen im Kino für die politische Propaganda.
Im Bereich der Versammlungstätigkeit tat sich die DNVP und die NSDAP hervor. Hugenberg hielt in den beiden ersten Wochen der Eintragungsfrist jeden zweiten Tag eine Rede und besuchte in dieser Zeit zahlreiche Städte in ganz Deutschland. Ähnlich aktiv war auch Goebbels, während Hitler nur wenige Male öffentlich auftrat. Allein die NSDAP hielt im Oktober 7000 Versammlungen ab. Dabei zog sie oft unerwartet zahlreiche Zuhörer an. Es ist allerdings zu bedenken, dass sich die Kampagne gegen den Young-Plan mit verschiedenen Landtags- und Kommunalwahlen überschnitt und für die Partei die Wahlkämpfe Priorität hatten.
Neben dem Reichsausschuss existierten örtliche Ausschüsse des Reichsausschusses, die in unterschiedlicher Intensität aktiv waren. Besonders in Hinterpommern, Schleswig-Holstein, aber auch in rheinisch-westfälischen Industriegebiet, in Bayern und Baden war die Propaganda durch Versammlungen stark. Teilweise arbeiteten bei den Versammlungen der örtlichen Ausschüsse die Parteien zusammen. Der Erfolg der Versammlungen war sehr unterschiedlich. Der Zulauf in Essen war etwa beträchtlich, in Siegen dagegen mittelmäßig. Eine große Kundgebung fand am 1. September am Hermannsdenkmal bei Detmold statt. In Hinterpommern war die Bewegung durch Orts- und Kreisausschüsse gut organisiert. Diese hielten zahlreiche Versammlungen ab und warben durch Haussammlungen Spenden ein. Dort konnten die Ausschüsse auch auf die Unterstützung durch unpolitische Organisationen wie den Kriegervereinen oder die Freiwillige Feuerwehr bauen. Inhaltlich arbeitete man mit teilweise absurden Verschwörungstheorien. Danach hätte die Regierung nicht alle Bestimmungen veröffentlicht. Man munkelte von „deutschen Staatsangehörige, die als Lohnsklaven ins Ausland gewissermaßen verkauft werden könnten, oder müßten, um dort in den Kolonien der Gläubigerstaaten Arbeit zu leisten.“ Dabei verband man die Kritik auch mit antisemitischen Behauptungen und schreckte vor völlig falschen Behauptungen nicht zurück. So wurde behauptet, dass der unverheiratete ehemalige Reichskanzler Joseph Wirth mit einer Jüdin verheiratet sei. Insbesondere in den Hochburgen der Rechtsparteien waren die örtlichen Zeitungen gerne bereit die Verlautbarungen der Rechtsparteien abzudrucken. Dagegen druckten in Schleswig-Holstein etwa nur die Zeitungen in Kiel und Itzehoe Stellungnahmen von Gegnern der Kampagne ab.
Wie polemisch die Mitglieder des Reichsausschusses agierten, machen die Angriffe von Heinrich Claß auf Gustav Stresemann deutlich. Dieser wurde „als Ausbund aller gefährlichen Neigungen unserer Nation (…) deren psychische Dekadenz sich eindeutig von seiner politischen Dekadenz herleitet“ diffamiert. Insbesondere die NSDAP trieb ihre Position während der Zeit bis zum Volksbegehren bis ins Extreme. In der im Ruhrgebiet erscheinenden „Neuen Front“ hieß es: „daß der nationalsozialistische Kampf gegen Stresemann auch vor seinem Grabe nicht Halt mache!“ Auf dem Reichsparteitag von 1929 führte sie den Begriff des „Undeutschen“ ein. „Das Volksbegehren schafft (…) zwei Kategorien [von Menschen]; die eine, die an eine deutsche Zukunft glaubt, die Deutschen, und die anderen, die aus irgendwelchen Gründen dagegen ist, die Undeutschen.“ Die extremen Positionen der NSDAP, aber auch Hugenbergs führten zu Konflikten innerhalb des Reichsausschusses selbst. Auch in der DNVP gab es erhebliche Kräfte, die der Sache zunehmend skeptisch gegenüberstanden. Teile der ursprünglichen Unterstützer wie Landbund und Landvolk wandten sich ab. Auch der Jungdeutsche Orden und selbst führende Mitglieder der früheren Freikorps lehnten das Volksbegehren ab. Kapitän Hermann Ehrhardt bezeichnete das Vorgehen als „einen unsinnigen Streich,“ der sich letztlich für das nationale Lager als kontraproduktiv erweisen müsste.

## Gegenmaßnahmen des Regierungslagers

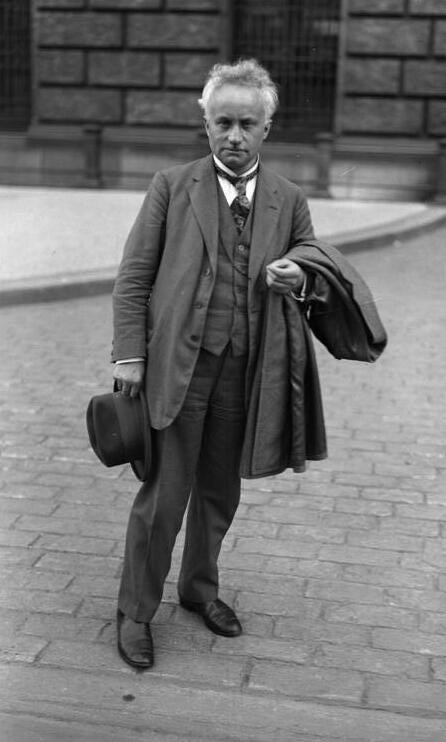
Carl Severing galt in der Öffentlichkeit als der entschiedenste Gegner der Kampagne

Die Reichsregierung sah sich durch die anhaltenden Verhandlungen in Den Haag gezwungen, zunächst zurückhaltend zu agieren. Die Lage der Großen Koalition war zu dieser Zeit ohnehin schwierig. Die Reichsfinanzreform war gescheitert und die Flügelparteien SPD und DVP befanden sich in einem Dauerstreit über die Reform der Arbeitslosenversicherung. Sie überließ das Feld damit der Agitation der Gegner des Young-Plans. Erst nach der ersten Konferenz in Den Haag im August 1929 begann die Regierung, dagegenzuhalten. Sie setzte dabei die Vereinigte Presseabteilung von Reichsregierung und Auswärtigem Amt ein. Vor allem die dazugehörende Reichszentrale für den Heimatdienst (dies war ein Vorläufer der Bundeszentrale für politische Bildung) spielte eine große Rolle. Die Landesabteilungen wurden angewiesen, dem Young-Plan besondere Aufmerksamkeit zu widmen. Daneben baute die Regierung ein spezielles Pressebüro auf. Angesichts der starken Stellung der Presse des Hugenberg-Konzerns konnte dies nur bedingt erfolgreich sein.
Die Frist, in der sich die Wähler in die entsprechenden Listen eintragen konnten, dauerte vom 16. bis 29. Oktober 1929. Die Reichsregierung wandte erhebliche Geldsummen für die Gegenpropaganda auf. Im September 1929 war geplant, vor allem die Parteien, Gewerkschaften und sonstigen Regierungsnahen Organisationen einzuspannen. Man hoffte auf tausend Redner aus diesem Umfeld und Materialkosten von 250.000 Reichsmark. Insgesamt rechnete man mit Kosten von 400.000 Reichsmark, die zu kleineren Teilen aus den Etats des Auswärtigen Amtes und der Reichskanzlei, hauptsächlich aber außerplanmäßig vom Finanzministerium unter Rudolf Hilferding kam. Auch die preußische Regierung beteiligte sich daran. Neben Reden und Printmedien wurden für die Gegenpropaganda auch der Rundfunk und der Film genutzt. Insbesondere die Nutzung des Rundfunks, der zwar staatlich gelenkt aber bislang relativ unpolitisch war, stieß auch im Lager der Regierungsanhänger auf Kritik. Dagegen sah Reichsinnenminister Severing im Radio ein entscheidendes Propagandainstrument. Die verschiedenen Sender waren verpflichtet sogenannte Auflagevorträge unverändert zu senden. Insgesamt gingen während der Eintragungsfrist sechs Auflagevorträge über den Äther. Bei verschiedenen Sendern gab es auffällige Störungen. Der Verdacht von Sabotage konnte nicht bewiesen werden.
Preußischen Beamten war die Teilnahme am Volksbegehren verboten, bei Zuwiderhandeln drohten Disziplinarstrafen. Dagegen klagte die DNVP. Der preußische Staatsgerichtshof lehnte den Antrag zunächst ab. In der endgültigen Entscheidung, die erst nach der Wahl erging, erkannte das Gericht das Recht der Beamten an, sich an einem ordnungsgemäßen Volksbegehren zu beteiligen. Nur aktives Eintreten für die Ziele könnte als Dienstvergehen aufgefasst werden.
Die Parteien der Großen Koalition hielten sich vergleichsweise zurück. Am stärksten kämpfte noch die DVP, die Partei des verstorbenen Stresemann, gegen das Volksbegehren. Kurz vor seinem Tod hatte dieser vor dem Hintergrund des bevorstehenden Volksbegehrens eine Zusammenarbeit von DVP und der von Hugenberg geführten DNVP ausgeschlossen. Damit verengte sich aber auch der politische Spielraum der Partei: „Ich sehe, dass wir mit den Linken gehen müssen, weil Teile von rechts in Deutschland verrückt geworden sind.“ Diese Position hatte nach dem Tod Stresemann nicht lange Bestand. Vielmehr schwenkte die Partei nach rechts ab.
Am deutlichsten positionierte sich Severing, so dass von der Öffentlichkeit der Streit um das Volksbegehren als Kampf zwischen Severing und Hugenberg angesehen wurde. Severing initiierte etwa einen öffentlichen Aufruf der Reichsregierung, dieser trug den Titel „An das deutsche Volk.“ Darin wurde der Inhalt des Volksbegehrens als „Versuch schlimmster Volksverhetzung“ bezeichnet. Er bekannte sich zur Republik und zur Verständigungspolitik Stresemanns. Unterzeichnet wurde der Aufruf von einflussreichen Persönlichkeiten des öffentlichen Lebens. Darunter waren Hjalmar Schacht, Robert Bosch, Albert Einstein, Max Planck, Gerhart Hauptmann oder Thomas Mann. Allerdings verweigerten weitere Persönlichkeiten ihre Unterschrift. So beteiligten sich Carl Friedrich von Siemens, Hans Luther oder Carl Duisberg nicht.

## Reichstagsdebatte zum Freiheitsgesetz
Nach dem Ende der Eintragungsfrist am 29. Oktober hatten sich nur 10,02 % der Wahlberechtigten in die Listen eingetragen, also 0,02 Prozentpunkte mehr, als für den Erfolg des Volksbegehrens nötig waren. Am erfolgreichsten war der Reichsausschuss im Osten Deutschlands. Allein auf Pommern, Ostpreußen und Mecklenburg entfielen drei Viertel aller Stimmen.

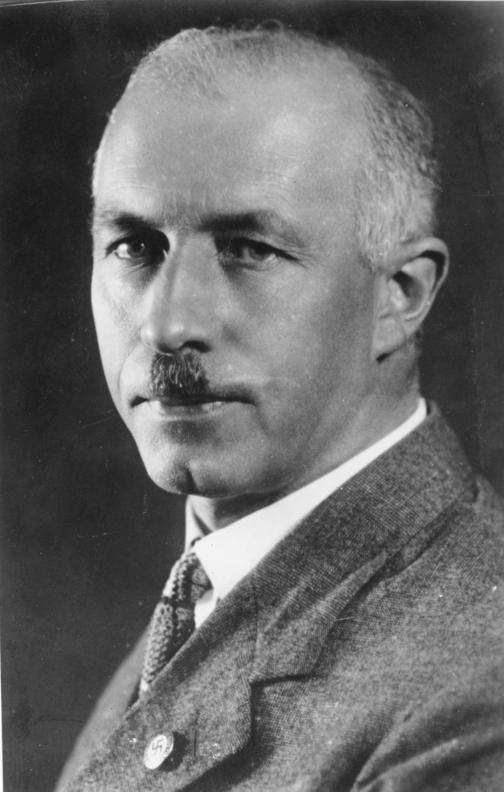
Gottfried Feder sprach im Reichstag für die NSDAP zum Freiheitsgesetz

Gemäß den Bestimmungen der Verfassung wurde der Gesetzentwurf im Reichstag am 29. November 1929 beraten. Dazu legte der Reichsausschuss eine Begründung zum Freiheitsgesetz vor, in der dieser noch einmal seine Sicht darlegte.
An Stelle von Severing sprach für die Regierung Außenminister Julius Curtius von der DVP. Damit wollte die Regierung deutlich machen, dass es sich bei der Auseinandersetzung nicht um den Kampf Severing gegen Hugenberg oder einer marxistischen gegen eine antimarxistische Front handeln würde. Curtius warf den Initiatoren des Volksbegehrens vor, die „verfassungsmäßige Ordnung und Trennung der politischen Gewalten des Reiches vollständig zu verwirren.“ Die Kampagne sei „ein Angriff gegen die Autorität des Staates.“ Für die DNVP sprach nicht Hugenberg, der seit neun Jahren nicht mehr im Parlament als Redner aufgetreten war, sondern Ernst Oberfohren und Axel von Freytagh-Loringhoven. Für die NSDAP sprach Gottfried Feder. Während der Debatte im Parlament machte ein Vertreter der NSDAP deutlich, dass es der Partei mit der Beteiligung am Volksbegehren um die „Beseitigung des Systems auf legalem Wege“ ging. Die Position der Regierungsparteien vertrat Thomas Eßer (Zentrum). Dieser betonte, dass das Volksbegehren „eine Politik der Verhandlung und Verständigung“ durch eine „Politik der Sabotage und Herausforderung“ ersetzen wolle. „Es erweckt die Illusion, dass Deutschland durch bloßen Protest die Last der Kriegsentschädigung abwerfen, das Rheinland und das Saargebiet sofort völlig befreien könne.“
Am zweiten Tag der Debatte ergriff Severing das Wort. Er betonte, dass die Kampagne nicht nur ein Angriff auf den verstorbenen Stresemann und dessen Außenpolitik sei. „Oh nein, wir haben von vorneherein begriffen, dass die Absicht der Herren darauf gerichtet war, mit der Aktion des Volksbegehrens gegen die Demokratie, gegen das ‚System‘, gegen die Weimarer Verfassung anzugehen.“
Erwartungsgemäß lehnte das Parlament den Gesetzentwurf mit großer Mehrheit in zweiter Lesung am 30. November ab. Hugenberg hatte in der Abstimmung nicht alle Mitglieder der DNVP hinter sich. Während die Fraktion den ersten drei Paragraphen des Gesetzentwurfs zustimmte, war dies beim vierten Paragraphen nicht mehr der Fall. Von 72 Fraktionsmitgliedern stimmten nur 52 mit Ja. Seine innerparteilichen Kritiker um den Fraktionsvorsitzenden Kuno von Westarp warfen Hugenberg vor, seine Politik verschärfe die Gegensätze und mache eine Zusammenarbeit mit anderen bürgerlichen Parteien unmöglich; die Strafandrohung im Freiheitsgesetz spanne die Partei „an den Wagen der Nationalsozialisten“, deren Agitationsmethoden man ebenso ablehne wie ihre sozial- und wirtschaftspolitischen Forderungen. In der Folge ging Hugenberg scharf gegen die Abweichler vor, was zu einer Spaltung der Fraktion beitrug. Westarp trat zurück, einige Abweichler gründeten die „Deutschnationale Arbeitsgemeinschaft“. Aus dieser ging die Konservative Volkspartei hervor.

## Weg zum Volksentscheid
Der Reichsausschuss konnte sich in gewisser Weise bestätigt sehen, da Hjalmar Schacht, selbst Mitglied im Sachverständigenausschuss zum Young-Plan, Anfang Dezember ein Memorandum vorlegte, in dem er sich vom Ergebnis der ersten Haager Konferenz zum Young-Plan distanzierte.
Die Initiatoren beantragten nun einen Volksentscheid, der am 22. Dezember 1929 stattfinden sollte. Die Reichsregierung hatte den Termin bewusst auf diesen letzten verkaufsoffenen Sonntag vor Weihnachten gelegt, um die Zahl der Abstimmenden niedrig zu halten. Die Träger des Verfahrens verstärkten ihre Propaganda erneut. Dabei konnten sie auch das erwähnte Staatsgerichtsurteil zur Beteiligung von Beamten und regierungskritische Äußerungen von Reichsbankpräsident Schacht ausnutzen. Dagegen thematisierten die Gegner des Volksentscheides die Angelegenheit kaum.
Die Reichsregierung beurteilte den Gesetzentwurf als verfassungswidrig. Dies bedeutete, dass mit der Annahme des Gesetzentwurfs Verfassungsänderungen verbunden gewesen wären. Deshalb hätte er der Zustimmung von mehr als 50 % der Stimmberechtigten bedurft, bei einem verfassungsmäßigen Entwurf hätte die Mehrheit der Abstimmenden gereicht. Das Ergebnis erbrachte aber nur 13,8 % und damit wenig mehr Zustimmung als beim Volksbegehren. Damit war das offizielle Ziel der Kampagne der Rechtsparteien gescheitert. Allerdings gab es dabei regionale Unterschiede. In immerhin 9 der 35 Reichswahlkreise stimmte jeweils mehr als ein Fünftel der Wähler dem Gesetzentwurf zu. Dies waren Pommern, Ostpreußen, Osthannover, Mecklenburg, Frankfurt an der Oder, Merseburg, Thüringen, Magdeburg und Chemnitz-Zwickau.
Es zeigte sich, dass die radikale Rechte in sozial und wirtschaftlich unterschiedlich strukturierten Gebieten ein überdurchschnittliches Wählerpotential hatte. Dabei waren einige bereits bei der Reichstagswahl von 1928 Hochburgen der NSDAP beziehungsweise des völkischen Blocks. Dazu gehörten Thüringen, Osthannover oder Chemnitz-Zwickau. Pommern und Ostpreußen waren Kerngebiete der DNVP. Obwohl hier die höchste Zustimmung zum Volksentscheid zu verzeichnen war, lagen diese Werte deutlich unterhalb der Stimmenzahl der DNVP bei der letzten Reichstagswahl.
Das Bild wird noch differenzierter, wenn man die Verwaltungsebenen unterhalb der Reichswahlkreise betrachtet: Es gab dabei achtzehn Kreise, in denen mehr als 50 % der Stimmberechtigten zustimmend votierten; darunter waren vor allem Landkreise in Pommern. Dazu kamen aber auch eine ganze Reihe von mittelfränkischen Bezirksämtern. Die höchste Zustimmung erreichte der Volksentscheid mit 75 % im Bezirksamt Rothenburg ob der Tauber, bei der Reichstagswahl 1928 eine Hochburg der DNVP, in der sie 78,7 % der abgegebenen gültigen Stimmen erreicht hatte. Die Gebiete auf der unteren Verwaltungsebene lagen weit voneinander entfernt und unterschieden sich deutlich. Gemeinsam waren ihnen allenfalls ihr ländlicher Charakter und ein vom Reichsdurchschnitt deutlich abweichendes Wahlverhalten zugunsten republikfeindlicher Rechtsparteien. Bereits in den jeweiligen Kreisstädten ließ die Zustimmung nach. Auch handelte es sich meist um protestantisch geprägte Gebiete.
Insgesamt zeigt sich im Vergleich mit der Reichstagswahl von 1930, dass es Zusammenhänge zwischen einer hohen Zustimmung zum Volksbegehren und einem besonders starken Abschneiden der NSDAP gab.
Am 12. März 1930 ratifizierte der Reichstag mit 270 zu 192 Stimmen den Young-Plan.

## Folgen
Das Scheitern der Kampagne schien auf eine bemerkenswerte Stabilität der Republik hinzudeuten. Aber die über Monate andauernde Propaganda mit dem Versuch, das Ansehen der parlamentarischen Demokratie zu diffamieren, hatte die politische Kultur auf Dauer verändert. Im Bereich der politischen Rechten hatten Veränderungen begonnen, die letztlich zur Schwächung der eher konservativen Kräfte zu Gunsten der NSDAP führten. Wie instabil die Republik war, zeigte sich nur wenige Monate später im Zuge der Weltwirtschaftskrise mit dem Aufstieg der NSDAP und der Aushöhlung der parlamentarischen Demokratie.
Ein Kernziel Hugenbergs war es, die Kampagne gegen den Young-Plan zu nutzen, um die politische Rechte zu sammeln. Dieses Ziel war mit dem Auseinanderbrechen der eigenen Fraktion, der Gründung der Volkskonservativen Vereinigung beziehungsweise der Konservativen Volkspartei und des Christlich-Sozialen Volksdienstes gescheitert. Bei der Reichstagswahl von 1930 war die protestantisch konservative Rechte daher zersplittert und die DNVP kam nur noch auf 7 % der Stimmen. Durch die während der Kampagne betonte Nähe zur NSDAP war die Bildung eines Bürgerblocks unter Einschluss der DNVP zudem unmöglich geworden. Damit war eine Entwicklung eingeleitet, die in der Zukunft zum Niedergang der bürgerlichen Parteien insgesamt beitrug.
Im Rückblick erscheint die NSDAP als eigentlicher Gewinner. Diese konnte bei den Landtagswahlen in Baden und Thüringen sowie den Bürgerschaftswahlen in Lübeck Ende 1929 und Anfang 1930 zulegen. Seit Januar 1930 gab es in Thüringen mit Wilhelm Frick einen ersten Minister der NSDAP. Bei der Reichstagswahl 1930 konnte die Partei ihr Ergebnis von 2,6 % auf 18,3 % vervielfachen.
Es war der Partei mit der Teilnahme im Reichsausschuss gelungen, die bisherige politische Isolation aufzubrechen. Zum ersten Mal seit 1923 spielte Hitler eine nennenswerte Rolle in der deutschen Politik. Danach argumentiert ein beträchtlicher Teil der Forschung, dass Hitler für die bürgerliche politische Rechte mit der Teilnahme bündnisfähig geworden wäre. Während der Kampagne und danach seien der NSDAP von Seiten der Industrie hohe Geldmittel zugeflossen, die erheblichen Anteil am Erfolg der Partei bei der Reichstagswahl von 1930 gehabt hätten. Auch soll nun die Hugenbergpresse Hitler zur Verfügung gestanden haben. Allerdings ist die unmittelbare Wirkung der Kampagne für den Aufstieg der NSDAP umstritten. Insbesondere Otmar Jung warnte vor einer Überschätzung. Die Teilnahme am Volksbegehren spielte danach für sich genommen für den Aufstieg der NSDAP nur eine geringe Rolle. Mit der Teilnahme am Reichsausschuss seien demnach für die Partei nur wenig Geld oder zusätzliche Propagandamöglichkeiten verbunden gewesen. Dies sehen andere nicht so eindeutig. Nach Eberhard Kolb konnte die NSDAP durchaus auf die Finanzmittel des Reichsausschusses zurückgreifen, die es etwa erlaubten, im September 1929, also mitten in der Anti-Young-Plan-Kampagne, den bislang größten Parteitag mit 200.000 Teilnehmern auszurichten und 20.000 SA-Männer einheitlich zu uniformieren. Gerhard Schulz betonte schon früh, dass es Hitler gelungen sei, die Zusammenarbeit so zu gestalten, dass er nicht als Opportunist dastand und weiterhin auch als revolutionär Radikaler angesehen werden konnte. Die NSDAP war demnach gleichzeitig zu einem Partner, aber auch zu einem Rivalen für die noch übermächtige traditionelle Rechte, insbesondere des Stahlhelms, geworden. Die Strategie der Partei war es, dauerhafte Bindungen an andere Gruppierungen zu vermeiden. Für kurzfristige Bündnisse war sie hingegen offen, wenn dies zur eigenen Stärkung beitrug.
Von einigen politischen Gegnern wurde die Kampagne gegen den Young-Plan für den Aufstieg der NSDAP als sehr bedeutend eingeschätzt. Gegenüber Heinz Neumann verlangte etwa Josef Stalin im September 1929, dass auch die KPD sich grundsätzlich anders in der Reparationsfrage positionieren müsste. Die Kampagne gegen den Young-Plan sah Stalin als Schlüssel für den plötzlichen Erfolg der NSDAP an. Vorerst bestanden gegen eine nationalpopulistische Wende noch Vorbehalte in der Komintern, die aber 1930 angesichts weiterer Erfolge der NSDAP endeten. Im August des Jahres veröffentlichte die Rote Fahne eine „Programmerklärung zur nationalen und sozialen Befreiung“, in der die KPD stark nationale Töne anschlug. Der Versuch scheiterte, die Protestwähler mit nationalen Parolen der NSDAP abspenstig zu machen. Bei der Reichstagswahl von 1930 konnte die KPD kaum zulegen, während die NSDAP einen Erdrutschsieg einfuhr.

## Ergebnisse

Ja-Stimmen im Volksentscheid in % aller Wahlberechtigten nach Stimmkreisen

Für das Volksbegehren trugen sich 10,2 % der Wahlberechtigten ein.
Der nachfolgende Volksentscheid bestand aus 13,5 % aller Wählerstimmen 5.838.890 Ja-Stimmen und nur 338.195 Nein-Stimmen. Damit hatten 94,5 % der Abstimmenden dem ursprünglichen Volksbegehren zugestimmt.
Nur die Anzahl der Nichtwähler bzw. das nicht übersprungene geforderte Beteiligungsquorum von 50 %, eingeführt am 15. März 1926 von Paul von Hindenburg bereits zur Fürstenenteignung, war demnach ausschlaggebend für den Misserfolg.
| Stimmkreis                | Eintragungen zum Volksbegehren in % | Ja im Volksentscheid in % der gültigen Stimmen | Ja im Volksentscheid in % aller berechtigten Stimmen |
| ------------------------- | ----------------------------------- | ---------------------------------------------- | ---------------------------------------------------- |
| Deutsches Reich           | 10,2                                | 94,5                                           | 13,8                                                 |
| Ostpreußen                | 23,9                                | 92,9                                           | 26,6                                                 |
| Berlin                    | 6,2                                 | 95,5                                           | 8,3                                                  |
| Potsdam I                 | 10,2                                | 94,6                                           | 13,8                                                 |
| Potsdam II                | 15                                  | 95,8                                           | 18                                                   |
| Frankfurt an der Oder     | 19,1                                | 94,1                                           | 24,4                                                 |
| Pommern                   | 32,9                                | 93,8                                           | 33,1                                                 |
| Breslau                   | 13,3                                | 92,3                                           | 17,6                                                 |
| Liegnitz                  | 13,9                                | 92,7                                           | 19,1                                                 |
| Oppeln                    | 7,5                                 | 90,0                                           | 11,6                                                 |
| Magdeburg                 | 16,6                                | 94,5                                           | 21,1                                                 |
| Merseburg                 | 18,6                                | 94,2                                           | 23,9                                                 |
| Thüringen                 | 16,4                                | 96,0                                           | 23,7                                                 |
| Schleswig-Holstein        | 13,5                                | 94,7                                           | 17,9                                                 |
| Weser-Ems                 | 11,7                                | 96,2                                           | 16,7                                                 |
| Ost-Hannover              | 19,8                                | 94,6                                           | 26,0                                                 |
| Süd-Hannover-Braunschweig | 11                                  | 93,4                                           | 16,2                                                 |
| Westfalen-Nord            | 3,9                                 | 94,7                                           | 6,6                                                  |
| Westfalen-Süd             | 3,2                                 | 95,4                                           | 5,5                                                  |
| Hessen-Nassau             | 5,5                                 | 96,0                                           | 10,1                                                 |
| Köln-Aachen               | 1,3                                 | 92,8                                           | 2,3                                                  |
| Koblenz-Trier             | 1,3                                 | 93,9                                           | 5,0                                                  |
| Düsseldorf-Ost            | 2,0                                 | 94,2                                           | 3,1                                                  |
| Düsseldorf-West           | 3,2                                 | 94,5                                           | 5,5                                                  |
| Oberbayern-Schwaben       | 4,3                                 | 94,3                                           | 8,0                                                  |
| Niederbayern              | 2,5                                 | 93,1                                           | 4,4                                                  |
| Franken                   | 13,3                                | 96,9                                           | 19,2                                                 |
| Pfalz                     | 2,8                                 | 94,5                                           | 5,4                                                  |
| Dresden-Bautzen           | 9,4                                 | 94,4                                           | 15,3                                                 |
| Leipzig                   | 9,0                                 | 94,3                                           | 13,0                                                 |
| Chemnitz-Zwickau          | 15,9                                | 95,3                                           | 20,5                                                 |
| Württemberg               | 6,4                                 | 97,4                                           | 11,6                                                 |
| Baden                     | 2,2                                 | 95,7                                           | 5,5                                                  |
| Hessen-Darmstadt          | 3,0                                 | 95,0                                           | 8,4                                                  |
| Hamburg                   | 4,0                                 | 95,4                                           | 5,1                                                  |
| Mecklenburg               | 20,9                                | 91,8                                           | 25,4                                                 |